# Altinote hylonome
Altinote hylonome är en fjärilsart som beskrevs av Doubleday 1844. Altinote hylonome ingår i släktet Altinote och familjen praktfjärilar. Inga underarter finns listade i Catalogue of Life.